# بخش کستر
بخش کستر (به فرانسوی: Arrondissement de Castres) یک بخش در فرانسه است که در تارن واقع شده‌است.